# Severokubanski
Severokubanski (del ruso: Северокубанский) es un jútor del raión de Tbilískaya del krai de Krasnodar, en Rusia. Está situado en las tierras bajas de Kubán-Azov, 7 km al sureste de Tbilískaya y 100 km al este de Krasnodar, la capital del krai. Tenía 1 153 habitantes en 2010.
Pertenece al municipio rural Vannovskoye.